# 日野谷村
日野谷村（ひのたにそん）は、徳島県那賀郡にあった村。現在の那賀町の南東部、川口ダムの周辺にあたる。

## 地理
- 河川 ： 那賀川、紅葉川、蔭谷川

## 歴史
- 1889年（明治22年）10月1日 - 町村制の施行により、朴野村・蔭谷村・花瀬村・日浦村・横石村および大久保村の大部分・雄村の一部の区域をもって発足。
- 1956年（昭和31年）9月30日 - 延野村・相生村と合併して相生町が発足。同日日野谷村廃止。

## 交通

### 道路
- 国道195号